# Francisco Sánchez Araciel
Francisco Sánchez Araciel (Murcia, 21 de octubre de 1851-Murcia, 24 de mayo de 1918) fue un escultor e imaginero español. 

## Biografía
Hijo del también escultor Francisco Sánchez Tapia, nació en la ciudad de Murcia en el barrio de San Bartolomé el 21 de octubre de 1851. Estudió en la Real Academia de Bellas Artes de San Fernando, pero se formó en el taller de su padre, donde trabajó junto con sus hermanos Manuel y Cecilia, tanto esculpiendo en piedra como tallando figuras religiosas en madera. Se casó tres veces y tuvo cuatro hijos.
A lo largo de su carrera como imaginero y restaurador ha realizado numerosas obras para la ciudad de Murcia y otras localidades. Como imaginero, se especializó en la restauración de las figuras de Francisco Salzillo y en la realización de obras religiosas, aunque también realizó algunas esculturas civiles o conmemorativas, como el Monumento a Salzillo de 1899, que se encuentra situado en la plaza de Santa Eulalia de Murcia. Falleció en Murcia el 24 de mayo de 1918.

## Obras

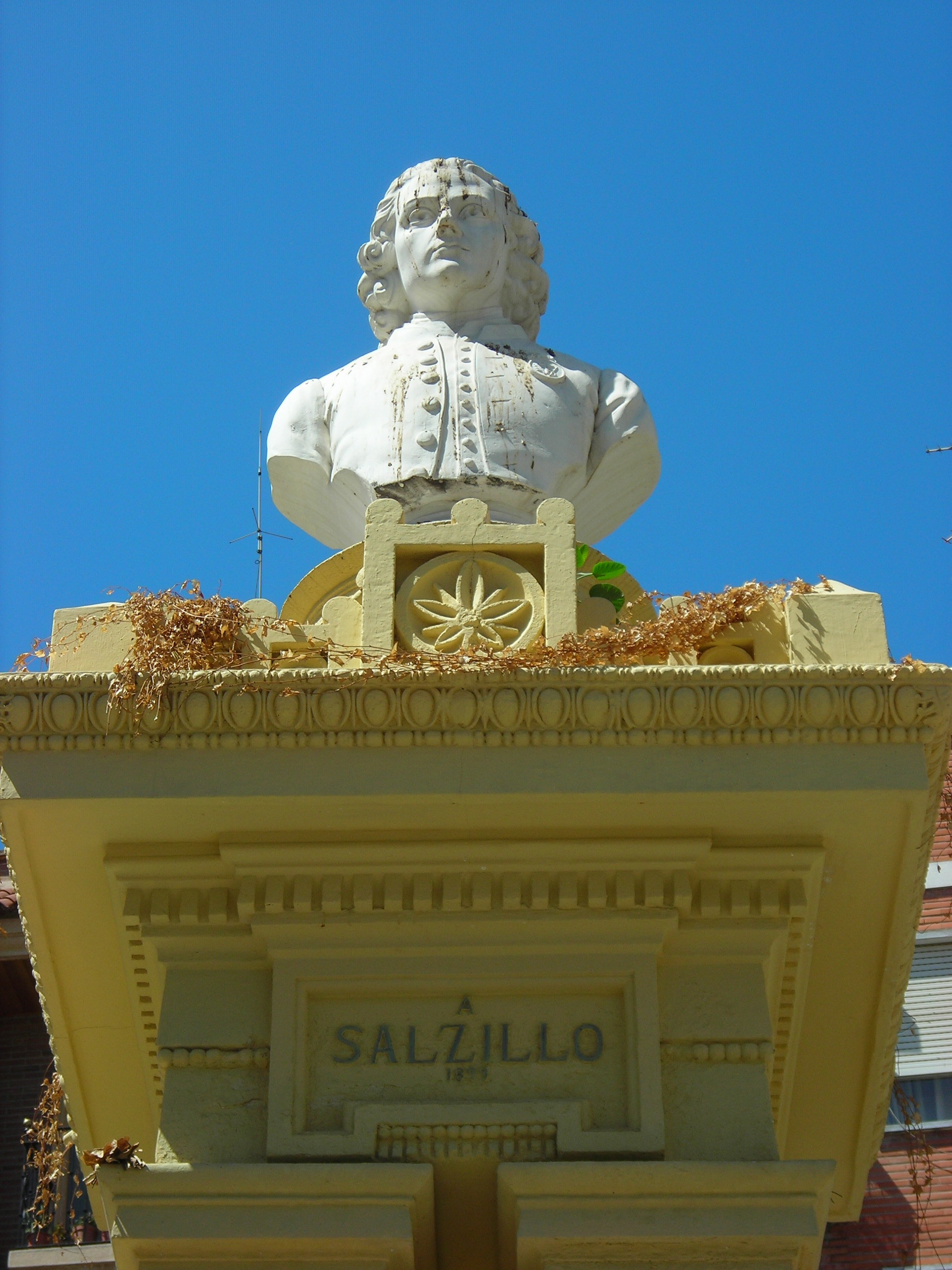
Parte superior del Monumento a Salzillo, en la Plaza de Santa Eulalia de Murcia. Obra de Sánchez Araciel de 1899.

- San Juan, para Callosa de Segura (Alicante)
- San Juan Evangelista (Parroquia del barrio de Los Dolores de Cartagena. Murcia).
- Sagrado Corazón de Jesús (Los Garres)
- Virgen de los Dolores (Bullas)
- Sagrado Corazón de Jesús (Abarán)
- María Magdalena (Imagen del grupo escultórico del Cristo del Perdón, Murcia)
- Sagrado Corazón de Jesús (Beniaján)
- Virgen del Rosario (Cieza)
- Purísima Concepción (Guadalupe), año 1893, obra desaparecida
- Corazón de Jesús (Guadalupe), año 1895, obra desaparecida
- Corazón de Jesús (Lorquí)
- Cristo de la Sangre (Huércal-Overa)
- San José para la Catedral de Murcia
- Sagrado Corazón de Jesús para la Iglesia de San Bartolomé
- Sagrado Corazón de Jesús para la Iglesia de Santo Domingo
- Sagrado Corazón de Jesús  para la Iglesia de San Antolín
- Sagrado Corazón de Jesús para la Iglesia de San José de Ontur (Albacete)
- Monumento a Salzillo de la plaza de Santa Eulalia de Murcia, año 1899
- María Salomé (Totana)
- San Pedro (Cieza)
- La Santa Verónica (Cieza)
- San Antonio (Cieza)
- San Juan Evangelista (Cehegín)
- San Sebastián (Cehegín), obra desaparecida
- Sagrado Corazón de Jesús (Cehegín), obra desaparecida
- Santa María Magdalena (Atribuida) (Abarán)
- Virgen del Rosario (Iglesia de San Agustín, Ojós, talla del año 1888)

## Restauraciones
- Virgen de la Arrixaca
- Virgen de los Dolores (Torreagüera)
- La Purísima de Salzillo
- El paso de Jesús ante Caifás
- San Blas de la Iglesia de Santa Eulalia
- Santa Rita de Salzillo, de la Iglesia de Santa Catalina